# Lech Chrapowicki
Lech Antoni Chrapowicki (ur. 7 czerwca 1946) – polski i francuski architekt. 

## Życiorys
Syn Adama Chrapowickiego i Moniki z Paszkiewiczów pochodzących z Wileńszczyzny. Do szkoły średniej uczęszczał w Łodzi, egzamin dojrzałości zdał w 1963 i przeniósł się do Warszawy, gdzie studiował na Wydziale Architektury na Politechnice Warszawskiej. Dyplom obronił w 1971, rok później wyjechał do pracy we Francji, początkowo pracował w agencji projektowej "DLM Architectes" w Paryżu. Tworzył projekty budynków, które były realizowane w Afryce. Od 1976 do 1986 zaprojektował Liceum Francuskie, szkołę ENSEA i willę CFD w Abidżanie na Wybrzeżu Kości Słoniowej, następnie zamieszkał na Martynice, gdzie w 1992 otworzył własną pracownię architektoniczną noszącą nazwę "Acra Architecture". Tworzy budynki realizowane na Martynice i w sąsiednich krajach.

## Najważniejsze projekty
- "La Galleria", centrum handlowe na Martynice;
- "Sococe", centrum handlowe, Abidżan;
- "Tati", pawilon handlowo-wystawowy, Abidżan;
- France Telecom, biurowiec, Fort-de-France;
- Hipermarket Continents, French West Indies;
- Liceum Francuskie, Abidżan;
- Ośrodek wypoczynkowy Sainte-Luce na Martynice.